# سیارک ۲۵۷۶۴
سیارک ۲۵۷۶۴ (به انگلیسی: 25764 Divyanag، نامگذاری:2000CQ11)۲۵۷۶۴مین سیارک کشف شده‌است که در ۰۲ فوریه ۲۰۰۰ کشف شد.